# Обидин, Андрей Павлович
Андрей Павлович Обидин (род. 28 февраля 1997, Краснокамск, Пермская область) — российский хоккеист, нападающий. Мастер спорта России (2025).

## Биография
Начинал играть в пермских школах «Молот» и «Викинг». В 2009 году перешёл в «Автомобилист» Екатеринбург. С сезона 2013/14 начал играть в команде МХЛ «Авто». 18 февраля 2017 года в домашнем матче против «Сибири» (1:2 Б) дебютировал в составе «Автомобилиста» в КХЛ, проведя единственный матч в сезоне. 31 августа 2021 года подписал двухлетний двухсторонний контракт с «Адмиралом», но через год вернулся в «Автомобилист». 31 мая 2025 года покинул клуб, 16 июня подписал однолетний контакт с «Ладой».